# Anatomia lui Grey (sezonul 1)
Primul sezon al dramei medicale Anatomia lui Grey, un serial american produs de Shonda Rhimes, și-a început difuzarea pe 27 martie 2005 în Statele Unite ale Americii pe canalul ABC. Sezonul care s-a încheiat pe 22 mai 2005 a fost preluat de televiziunea națională românească, TVR1, pe 2 ianuarie 2007. Începându-și rularea atât de târziu în sezonul de difuzare, primul sezon conține 9 episoade, deși 14 au fost inițial produse.
Sezonul s-a bucurat de audiențe enorme în 2005, captând atenția telespectatorilor deja cunoscutului serial, Neveste disperate pe care ABC îl difuza cu o oră înaintea lui Grey. De asemenea, numărul mare de telespectatori s-a datorat și poziției în orarul ABC, fiind difuzat duminică seara, o zi în care numai CBS și NBC rulează în prime-time. Cu o medie de 18.46 de telespectatori pe episod, Anatomia lui Grey determină ABC să își reia prima poziție în rating alături de celălalte două seriale noi ale sezonului 2004-2005, Neveste disperate și Lost: Naufragiații.

## Producție
Înlocuind serialul Boston Legal în prime-time-ul de duminică seară, primul sezon din Anatomia lui Grey a fost inițial conceput pentru a rula timp de 4 săptămâni, însă rating-ul ridicat i-a determinat pe manager-ii ABC să ruleze serialul pe 9 săptămâni, până la sfârșitului sezonului 2004-2005 din mai 2005. 
Cu doar câteva săptămâni înainte de premiera oficială, producătorii au anunțat că titlul "Grey's Anatomy", va fi înlocuit cu "Complications", însă schimbarea nu a avut loc. Președintele ABC declară că o dramă medicală, cu nuanțe de "Sex and the City" era vital pentru menținerea unei poziții ridicate în clasamentul audienței.

### Personal
Serialul a fost creat de Shonda Rhimes. Producătorii executivi au fost Rhimes, Betsy Beers, James D. Parriott, Mark Gordon, Rob Corn, Mark Wilding și Krista Vernoff. Scenariștii principali au fost Himes, Parriott, Vernoff, Ann Hamilton, Kip Koenig, Mimi Schmir, Gabrielle Stanton și Harry Werksman, Jr. Regizorii sezonului, Peter Horton, Tony Goldwyn, Adam Davidson, John David Coles, Scott, Darnell Martin, Sarah Pia Anderson și Wendey Stanzler au condus filmările pe toată durata celor 9 episoade.

## Distribuție
Nouă actori se bucură de un loc în distribuția principală a primului sezon. Producătoarea Shonda Rhimes dorea o distribuție diversă, neținând seama de rasă. Hotărâtă să nu aibă un serial în care toate personajele sunt de rasă albă, a creat ceea ce New York Times numește "cel mai colorat ansamblu din televiziune". Folosind o metodă de casting "orb", actori de rasă opusă celei inițial intenționate au primit roluri. Isaiah Washington, în final ales pentru Preston Burke, a fost inițial considerat pentru rolul lui Derek Shepherd, în timp ce Burke urma să fie jucat de un actor alb, care a renunțat la rol în ultimul moment. Chandra Wilson a fost angajată pentru rolul Mirandei Bailey, pe care Rhimes și-a imaginat-o blondă până la audiția Chandrei. The Campus a observat că Anatomia lui Grey are o distribuție mai diversă decât orașul pe care îl reprezintă, având în vedere că Seattle este 70% caucazian.
Cele 9 personaje care au apărat ca personaje principale în primul sezon lucrează în fictivul Seattle Grace Hospital. Cinci dintre ei sunt stagiari: Meredith Grey, jucată de Ellen Pomeo, are o relație cu îndrumătorul ei, neurochirurgul Derek Shepherd, și este fiica chirurgului Ellis Grey, care suferă de Alzheimer. Cristina Yang este jucată de Sandra Oh, care deși fiind foarte competitivă formează o prietenie strânsă cu Meredith. Aceasta începe o relație sexuală cu chirurgul cardiotoracic, Preson Burke. Izzie Stevens, jucată de Katherine Heigl, este un fost model care se luptă pentru a fi considerată un adevărat doctor. Alex Karev, personajul lui Justin Chambers, este un stagiar arogant ca inițial își irită colegii. George O'Malley este jucat de T.R. Knight, nesigur și timid, fără încredere în sine, care se îndrăgostește de Meredith. Stagiarii sunt conduși de rezidentul Miranda Bailey, jucată de Chandra Wilson, o femeie cultă cu porecla "Nazista". Programul chirurgical este condus de șeful chirurgiei, Dr. Richard Webber, jucat de James Pickens, Jr. Invitați frecvenți sunt Kate Burton, care o joacă pe Ellis Grey, mama lui Meredith și Sarah Utterback, reprezentanta asistentei Olivia Harper, care intră într-un triunghi amoros cu George și Alex. În ultimele episoade ale sezonului, Kate Walsh face o apariție specială ca Addison Forbes Montgomery-Shepherd, soția secretă a lui Derek.

## Narațiune

### Meredith Grey
Meredith, un rezident în primul an, își începe programul de stagiatură la Seattle Grace Hospital unde, cu ani în urmă, lucra mama ei, celebrul chirurg Ellis Grey. În timp ce este nevoie să mintă că retragerea lui Ellis din program se datorează deciziei de călători în Europa, Meredith trebuie să învețe cum să se descurce nou-descoperita boală a mamei sale: Alzheimer. În noaptea de dinaintea primei sale zi de lucru la Seattle Grace Hospital, Meredith are o aventură de o noapte cu un necunoscut pe nume Derek pe care îl întâlnește într-un bar. După scurt timp, aceasta află că Derek este un neurochirurg la SGH și viitorul ei îndrumător. Povestea lui Meredith din primul sezon se bazează pe nepermisa sa relație cu Derek, viața împreună cu noii săi colegi de apartament, George și Izzie, și prietenia sa strânsă cu Cristina Yang.

### Cristina Yang
Colegă cu Meredith în programul de stagiatură de la Seattle Grace Hospital, Cristina este cel mai competitiv stagiar, luptându-se pentru a i se face recunoscut talentul și pentru a obține o poziție în fiecare operație de la Seattle Grace. Cristina este prezentată ca fiind lipsită de sentimente, însă personalitatea i se schimbă când intră înrt-o relație sexuală cu îndrumătorul chirurg cardiotoracic Preston Burke, care mai apoi devine o relație sentimentală. Având grijă să țină relația lor un secret, Cristina se simte vinovată făcând aceeași greșeală pe care o face și Meredith. Punctul culminant al firului poveștii Cristinei din sezonul întâi este descoperirea faptului că este însărcinată cu copilul lui Burke, având de făcut o decizie dificilă: să păstreze copilul, sau să renunțe la el?

### Izzie Stevens
Stagiar la Seattle Grace Hospital cu Meredith și Cristina, aceasta formează o relație de prietenie cu amândouă, ajungând să se mute cu Meredith. Izzie este un fost model, și îi este foarte greu să fie recunoscută ca un doctor adevărat, aceasta învinovățindu-și părul blond pentru felul în care este tratată. Deși nesigură pe ea la început, Izzie ajunge să devină încrezătoare în propriile puteri, în ciuda "gurilor rele", precum cea a lui Alex Karev, care îi face primele zile de stagiatură un iad. Izzie are un trecut nefericit, copilăria petrecându-și-o într-un parc de rulote, lucru care o determină să nu mai ține legătura cu familia ei.

### George O'Malley
Timid, nesigur și neîndemânatic, George este un stagiar la Seattle Grace Hospital alături de Meredith, Cristina și Izzie, ajungând să fie colegul de apartament al lui Meredith și al lui Izzie. Sentimentele sale pentru Meredith se aprind din prima zi de lucru la Seattle Grace, intesificându-se pe fiecare zi petrecută în apartamentul acesteia. Realizând că Meredith îl tratează ca pe un frate, nimic mai mult, George se refugiază în brațele Oliviei, o asistentă medicală la Seattle Grace Hospital care îl infectează cu sifilis. George este primul stagiar care participă la o operație, devenind omul de bază al lui Preston Burke, în ciuda invidiei Cristinei care își dorește și respectul și iubirea lui Burke.

## Episoade
| Nr. în serial | Nr. în sezon | Titlu                              | Regizat de         | Scris de                                 | Data difuzării  | Data difuzării în România |
| --- | ------------ | ---------------------------------- | ------------------ | ---------------------------------------- | --------------- | ------------------------- |
| 1 | 1            | „A Hard Day's Night”               | Peter Horton       | Shonda Rhimes                            | 27 martie 2005  | 2 ianuarie 2007           |
| Meredith Grey este în primul an de rezidențiat la Seattle Grace Hospital, începându-și stagiatura. Aici cunoaște ce va deveni "casa departe de casă" pentru următorii șapte ani, împreună cu ceilalți stagiari, Cristina Yang, George O'Malley, Isobel "Izzie" Stevens și Alex Karev. Meredith, Cristina, George și Izzie sunt coordonați de rezidentul Dr. Miranda Bailey, cunoscută sub numele de "Nazista", din cauza atitudinii crude și modalitatea ei strictă de a se ocupa de problemele spitalului. Neurochirurgul Derek Shepherd și chirurgul cardiotoracic Preson Burke îi învață pe stagiari cum să le urmeze exemplul. În noaptea de dinaintea primei zile de lucru a lui Meredith, aceasta face sex cu Derek, neștiind că acesta îi va deveni șef. În dimineața următoate, Meredith îi cere să plece, numai pentru a descoperi peste câteva ore că acesta este un neurochirurg la spitalul la care aceasta își începe stagiatura. Meredith se simte presată de prezența lui, nedorind aspectele personale să îi influențeze aspecte profesionale. Preston îi cere lui George să fie primul stagiar care să facă o procedură chirurgicală. În ciuda începutul promițător, acesta face o mică greșeală care determină hemoragia pacientului. De asemenea, acesta face greșeala de a îi promite soției unui bărbat care urmează să fie operat că va supraviețui. Oricum, starea sa se înrăutățește și pacientul moare. Meredith trebuie să se ocupe de o tânără fată, Katie Brice, care are crize, dar motivul este necunoscut. După ce Derek le cere stagiarilor să caute posibile explicații, Cristina și Meredith găsesc răspunsul: un anevrism. Derek o alege pe Meredith pentru operație, enervând-o pe Cristina care crede că acesta îi face favoruri. Meredith încearcă să-l convingă pe Derek să îi ofere locuil lui Cristina. Derek nu este de acord și îi spune lui Meredith că faptul că s-au culcat împreună nu ar trebui să le afecteze carierele. După operație, Meredith și Cristina se împacă, formând o prietenie strânsă. După prima tură de 48 de ore, Meredith își vizitează mama la un azil pentru oameni cu Alzheimer. |              |                                    |                    |                                          |                 |                           |
| 2 | 2            | „The First Cut Is the Deepest”     | Peter Horton       | Shonda Rhimes                            | 3 aprilie 2005  | 9 ianuarie 2007           |
| Doi stagiari își pun cariera în pericol când fac ceva ce nu ar trebui. Meredith vizitează secția de maternitate și este șocată să observe, accidental, un nou-născut a cărui piele devine violetă. Această îl exminează pe nou-născut, fără a cere permisiunea unui rezident sau a unui chirurg pediatru. După ce îi examinează documentația, aceasta începe să creadă că bebelușul are o afecțiune mai gravă decât crede stagiarul pediatric. Ea îi asta menționează lui Burke, care operează nou-născutul, însă o mustrează pentru ieșirea din specialitatea ei. Izzie trebuie să se ocupe de o femeie chineză, care nu vorbește engleză și vine la spital cu niște tăieturi minore. Din cauza faptului că nu poate vorbi engleză, Izzie nu poate comunica cu ea și îi cere ajutorul Cristinei, care este de fapt coreeană. Femeia o conduce pe Izzie în afara spitalului, unde o întâlnește pe fiica femeii, care are o problemă mai serioasă. Izzie își dă seama că fiica este un imigrant ilegal, spre deosebire de mama ei. Izzie fură echipamentul de suturare și îi tratează fruntea sfâșiată. Femeia îi mulțumește lui Izzie pentru că e o persoană bună și un doctor bun. Alex Karev este repartizat la Bailey, furându-i operația Cristinei. Alex și Cristina intră într-o competiție pentru a vedea cine poate anunța veștile bune pacienților mai repede. George intră într-o stare de depresie când majoritatea pacienților săi mor. Victima unui viol este internată la SGH și, în timpul operații, chirurgii observă că victima a rupt penisul atacatorului său cu dinții. Datorită faptului că Meredith a identificat penisul, aceasta este obligată să îl țină până când poliția vine să îl ia ca dovadă. Atacatorul este, de asemenea, internat și este arestat după propria operație. După o discuție Dr. Webber, Burke își dă seama că acesta i-a promis șefia și lui, și lui Derek după retragerea lui Webber. |              |                                    |                    |                                          |                 |                           |
| 3 | 3            | „Winning a Battle, Losing the War” | Tony Goldwyn       | Shonda Rhimes                            | 10 aprilie 2005 | 16 ianuarie 2007          |
| Competiția dintre stagiari se intensifică atunci când o cursă neautorizată de biciclete cauzează numeroase răni competitorilor. Izzie găsește dificilă misiunea de a găsi familia unui pacient aproape în moarte clinică. Cristina se bucură când familia unui pacient acceptă să doneze organele acestuia în caz că moare. Derek și Burke încearcă să îi demonstreze lui Richard că merită șefia chirurgicală, în timp ce Derek continuă să o roage pe Meredith să devină un cuplu. Un pacient, un vechi prieten de-al lui Richard, flirtează cu George. |              |                                    |                    |                                          |                 |                           |
| 4 | 4            | „No Man's Land”                    | Adam Davidson      | James D. Parriott                        | 17 aprilie 2005 | 23 ianuarie 2007          |
| Întâlnirea Cristinei cu o fostă asistentă la SGH, acum o pacientă, o schimbă pentru totdeauna. Derek și Meredith tratează un constructor care, miraculos, a supraviețuit unei răni, dar trebuie să reziste presiunilor deciziilor vieții. Un pacient o recunoaște pe Izzie dintr-o reclamă la lengerie, lucru care o face subiectul unui bârfe între stagiari și asistente. |              |                                    |                    |                                          |                 |                           |
| 5 | 5            | „Shake Your Groove Thing”          | John David Coles   | Ann Lewis Hamilton                       | 24 aprilie 2005 | 30 ianuarie 2007          |
| O Meredith epuizată crede că a făcut o greșeală vitală în timpul unei operații, lucru care i-ar putea distruge cariera. Planurile lui Izzie de a da o petrecere pentru iubitul ei merge total pe dos când oameni se auto-invită, ajungând la concluzia că ea nu poate veni la propria petrecere. Alex se ocupă de un pacient dependent de medicamente pentru durere. Condiția gravă a pacientului lui George se datorează unei operații de cu cinci ani în urmă la SGH, care îi afectează respirația. Meredith și Derek fac sex într-o mașină și sunt prinși de Bailey. Cristina și Burke fac sex într-o cameră a spitalului. |              |                                    |                    |                                          |                 |                           |
| 6 | 6            | „If Tomorrow Never Comes”          | Scott Brazil       | Krista Vernoff                           | 1 mai 2005      | 6 februarie 2007          |
| Stagiarii sunt uimiți de tumoarea de proporții a unei noi paciente la SGH, dar, din nefericire pentru femeie, situația pare scăpată de sub control. Derek și Meredith riscă să-și piardă slujba, acum că Bailey știe despre relația lor interzisă. Bailey îl amenință pe Derek pentru a nu-i oferi tratament special lui Meredith. Între timp, Izzie insistă ca George să o invite pe Meredith la o întâlnire, iar Cristina și Burke continuă o relație înfloritoare. |              |                                    |                    |                                          |                 |                           |
| 7 | 7            | „The Self-Destruct Button”         | Darnell Martin     | Kip Koenig                               | 8 mai 2005      | 13 februarie 2007         |
| Derek și Meredith încearcă, fără succes, să fie discreți și să țină relația un secret. Aceștia petrec noaptea acasă la Meredith, dar acest "eveniment" stârnește voci, incluzând-o pe a lui Bailey care o atenționează pe Meredith în legătură cu consecințele relației sale cu superiorul său, Derek. George suspectează că un anestezist bea alcool în timpul slujbei, dar este refractar în legătură cu confesiunea grijilor sale. Alex tratează un fost coleg de liceu care iubește să se auto-mutileze. Izzie se ocupă de un pacient care nu își lasă iubita să plece, înghițindu-i cheile de la mașină. Cristina simte o schimbare în corpul ei, fiind șocată să descopere că este însărcinată. |              |                                    |                    |                                          |                 |                           |
| 8 | 8            | „Save Me”                          | Sarah Pia Anderson | Mimi Schmir                              | 15 mai 2005     | 20 februarie 2007         |
| Meredith devine suspicioasă cu privire la viața lui Derek. Între timp, Alex o tratează pe Devo, o pacientă de descendent evreu a cărui credință intră în conflict cu metodele de însănătoșire. Izzie are probleme în a reintra în viața mamei sale. Zoey, o femeie însărcinată de 40 de ani care a fost diagnosticată cu cancer, nu este de acord cu sfaturile medicale ale Cristinei. Stagiarii sunt șocați să vadă că viziunile spre viitor ale pacient care susține că acestea sunt un rezultat al crizelor epileptice, sunt reale. |              |                                    |                    |                                          |                 |                           |
| 9 | 9            | „Who's Zoomin' Who?”               | Wendey Stanzler    | Gabrielle Stanton și Harry Werksman, Jr. | 22 mai 2005     | 27 februarie 2007         |
| O epidemie de sifilis afectează numeroși membrii ai personalului SGH, incluzându-l pe George, care obține curând porecla de "Syph Boy". Cum zvonurile se răspândesc și numărul angajaților afectați crește, Dr. Webber este forțat să anunțe o întrunire care conține o demonstrație ridicolă a sexului protejat. Toți angajații care au făcut sex neprotejat cu un alt membru al personalului sunt obligați să fie testați. În timpul așteptării, Cristina și Burke împreună cu Meredith și Derek discută posibilitatea de a se număra printre cei infectați, din cauza numeroaselor partide de sex neprotejat. Între timp, Richard devine îngrijorat de tulburări ale vederii sale în timpul operațiilor. Acesta se confesează lui Derek care spune că va organiza teste secrete, pentru ca ceilalți doctori să nu afle. Derek află că o mică tumoare îi apasă nervul optic iar operația este obligatorie. Derek formează o echipă secretă de chirurgi care le include pe Meredith și Bailey. Izzie și Cristina tratează un alcoolic cu o afecțiune a ficatului, care se manifestă printr-un exces de fluid în abdomen. În timp ce acestea îl operează, pacientul face infarct. Izzie și Cristina se simt responsabile, chiar și când Bailey le spune că nu a fost vina lor. Acestea discută o posibilă autopsie cu soția decedatului, însă fiica sa nu este de acord. Gândindu-se că soția ar vrea o autopsie, stagiarele fac o autopsie neautorizată. Planul ilegal este descoperit de Bailey care este obligată să informeze membrii familiei. Când fiica și soția află despre autopsia neautorizată, acestea doresc inițial să dea în judecată spitalul. Oricum, când află că moartea nu a fost cauzată de băutura excesivă din timpul vieții, ci de boala Hematomatoză, o boală a sângelui ereditară, acestea realizează că descoperirea i-ar fi putut salva viața fiicei, și semnează fișa pentru legalizarea autopsiei. Burke îl tratează pe BIll, un vechi prieten din facultate a cărui diagnostic medical îi îngrozește familia: este un hermafrodit steril. Soția sa însărcinată își dă seama cum copilul pe care îl poartă este copilul unui amant, determinându-l pe Burke de a face dificila decizie de a-i fi prieten sau medic lui Bill. George se împacă cu Olivia, însă își dă seama că din cauza ei a contactat sifilis, ea avându-l de la Alex, fostul ei iubit. Meredith se străduiește să echilibreze angajamentele profesionale și personale, încă ținând secretul afecțiunii mamei sale: boala Alzheimer. Însă, numai ce Meredith îi spune adevărul lui Derek despre mama sa și cei doi devin mai apropiați, un obstacol din trecutul lui Derek apare în peisaj: Addison Montgomery-Shepherd, soția lui Derek. Notă: Prima apariție a lui Kate Walsh ca guest star în rolul lui Addison Forbes Montgomery-Shepherd. |              |                                    |                    |                                          |                 |                           |

## Recepție
Tom Shales de la The Washing Post a fost un critic al serialului încă de la început, găsindu-l foarte asemănător cu ER: Spitalul de Urgență, subliniind "Serialul este mai mult o chestiune de comercializare calculată, decât o sinceră încercare de a aduce ceva fresh și diferit în televiziune." Acesta critică scenariul primului episod ca fiind "nimic mai mult decât un întreg făcut din părți neînsemnate". Kate Author de la New York Times a numit serialul un "shake dintre Ally McBeal, Totul despre sex și Spitalul de urgență, accentuând faptul că a avut cea mai mare audiență a unui sezon început la mijlocul anului de difuzare, urmat de sitcom-ul Ellen în 1994. Primul sezon a avut audiență mare, marcându-l primul în orar împotriva lui CSI: Crime și Investigații care era difuzat în același timp pe CBS, pe care l-a depășit cu 7.2 milioane de telespectatori. A avut cea mai mare audiență a canalului ABC, după Neveste Disperate. De asemenea, a avut cel mai mare rating între telespectatorii de 18-49 de ani în 13 ani, de la The Young Indiana Jones Chronicles. Astfel, programul de duminică seara (20:00 - 22:00), care includea Neveste Disperate și Anatomia lui Grey, a devenit punctul forte al canalului ABC. Cu privire la imensele audiențe, analistul media de la Magna Global USA, Steve Sternberg afirmă: "Un procent de 80 dintre locuințe au în timpul prime time-ului un singur televizor deschis. Oamenii caută seriale pe care să le vizioneze cu ceilalți membrii ai familiei. La fel ca "Neveste Disperate", "Anatomia lui Grey" se adresează unei audiențe largi: tineri, adulți, femei, bărbați".

### Premii
Sandra Oh se bucură de premiul de Best Supporting Actress la premiile Golden Globe și Outstanding Actress in a Drama Series la premiile Screen Actors Guild în 2005, pentru rolul său al CristineI Yang în primul sezon al Grey's Anatomy. Sezonul a rezultat, de asemenea, în multe nominalizări: în 2005 la Directors Guild of America Awards, Peter Horton a fost nominalizat pentru Best Directing in a Drama Series, pentru munca sa la episodul pilot. A fost nominalizat pentru același premiu și episod la premiile Emmy din 2005, care a văzut "Anatomia lui Grey" nominalizat la Best Casting in a Drama Seris, și pe Oh nominalizată ca Best Supporting Actress in a Drama Series. Patrick Dempsey a fost nominalizat pentru Best Actor in a Drama Series la Golden Globe Awards în 2005, unde serialul a fost nominalizat pentru Best Drama Series. The Producers Guild of America Awards din 2005 a nominalizat sezonul la Best Producer in a Drama Series, în timp ce Satellite Awards a nominalizat serialul la Best Drama Series, și pe Oh la Best Supporting Actress in a Series or TV Film. Dempsey a fost nominalizat la Outstanding Actor in a Drama Series la Screen Actors Guild Awards din 2005, unde întreaga distribuție a fost nominalizată la Outstanding Cast in a Drama Series.

## Lansarea pe DVD
Grey's Anatomy: The Complete First Season a fost distribuit ca un pachet cu două disc-uri în format 16:9 în America de Nord pe 14 februarie 2006. A fost distribuit de Buena Vista. În plus față de cele 9 episoade, conține un nou generic, comentarii audio și un pilot lungit alături de un making-of. Același set a fost distribuit în Europa pe 11 octombrie 2006, având cele 14 episoade planificate inițial. În România, sezonul este valabil ca "Anatomia lui Grey: Seria I Completă". Sezonul nu a fost niciodată distribuit pe Blu-Ray Disc.
| Anatomia lui Grey: Seria I Completă | | | | | |
| Informații ale pachetului | Informații ale pachetului | Informații ale pachetului | Caracteristici speciale | Caracteristici speciale | Caracteristici speciale |
| - 9 episoade - 2 discuri - Limba engleză - Comentarii audio - "A Hard Day's Night" - Shonda Rhimes și Peter Horton - "A Hard Day's Night" - Sandra Oh, Katherine Heigl și T.R. Knight | - 9 episoade - 2 discuri - Limba engleză - Comentarii audio - "A Hard Day's Night" - Shonda Rhimes și Peter Horton - "A Hard Day's Night" - Sandra Oh, Katherine Heigl și T.R. Knight | - 9 episoade - 2 discuri - Limba engleză - Comentarii audio - "A Hard Day's Night" - Shonda Rhimes și Peter Horton - "A Hard Day's Night" - Sandra Oh, Katherine Heigl și T.R. Knight | - Pe muchie de cuțit: în spatele scenei - Anatomia episodului pilot - Disecând Anatomia lui Grey - Comentariu - Shonda Rhimes și Peter Horton - Generic alternativ | - Pe muchie de cuțit: în spatele scenei - Anatomia episodului pilot - Disecând Anatomia lui Grey - Comentariu - Shonda Rhimes și Peter Horton - Generic alternativ | - Pe muchie de cuțit: în spatele scenei - Anatomia episodului pilot - Disecând Anatomia lui Grey - Comentariu - Shonda Rhimes și Peter Horton - Generic alternativ |
| Lansări | | | | | |
| America de Nord | America de Nord | America de Nord | Europa | Europa | Europa |
| 14 februarie 2006 | 14 februarie 2006 | 14 februarie 2006 | 11 octombrie 2006 | 11 octombrie 2006 | 11 octombrie 2006 |